# Staatsgalerie Stuttgart

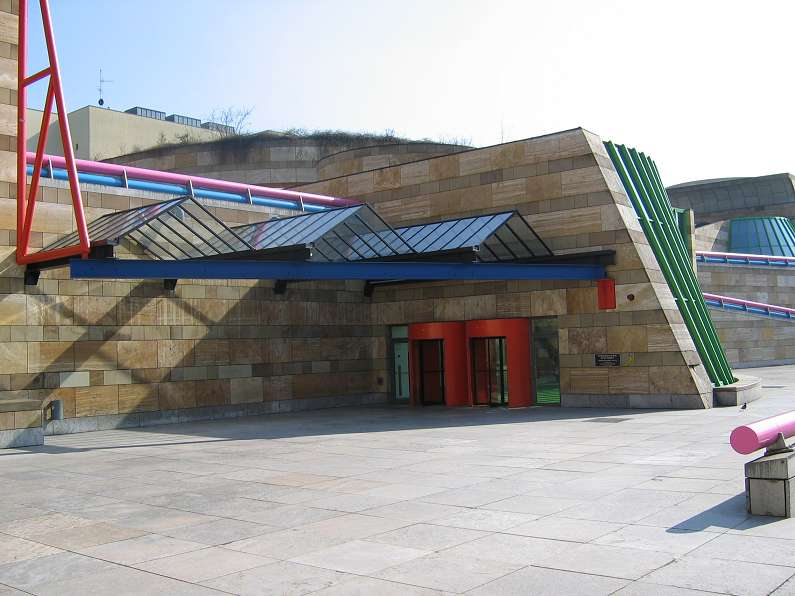
Neue Staatsgalerie Stuttgart

Staatsgalerie Stuttgart är ett konstmuseum i Stuttgart i Baden-Württemberg i Tyskland. 

## Arkitektur och historia
Staatsgalerie Stuttgart öppnade 1843 och visar målningar från slutet av medeltiden, skulptur från och med 1800-talet samt en större samling kopparstick. År 1984 öppnade en ny byggnad, Neue Staatsgalerie, som hade ritats av James Stirling i postmodernistisk stil. Konstmuseet består idag av tre byggnadsdelar: Alte Staatsgalerie, Neue Staatsgalerie och Alte Staatsgaleries tillbyggnad.

### Alte Staatsgalerie

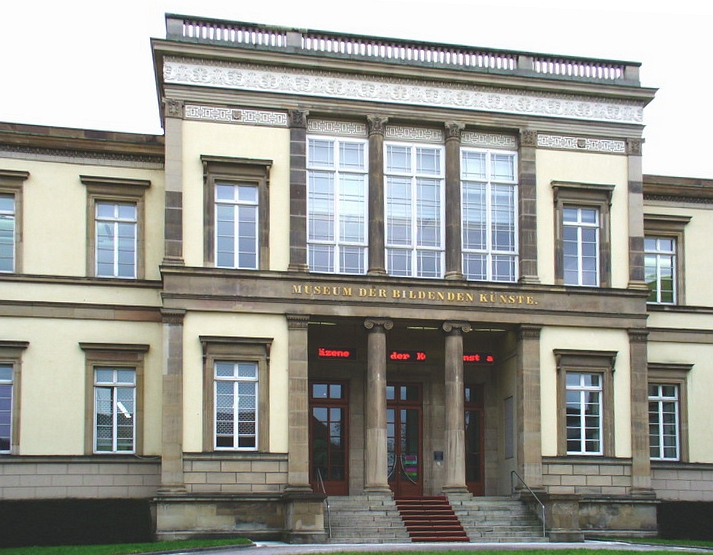
Alte Staatsgalerie

Det klassistiska Alte Staatsgalerie från 1838-42 tillhör Tysklands äldsta museibyggnader och ritades av Gottlob Georg von Barth. Det öppnades 1843 som Museum der bildenden Künste och låg ursprungligen under den kungliga konstskolan i Stuttgart. Den ursprungliga byggnaden hade tre flyglar och tillbyggdes 1881-83 med två flyglar.

### Neue Staatsgalerie

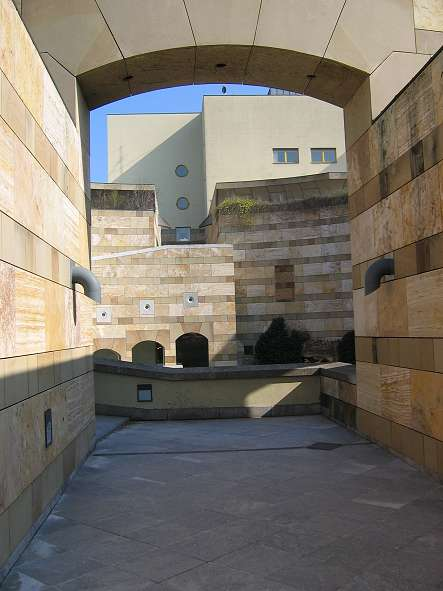
Innergården

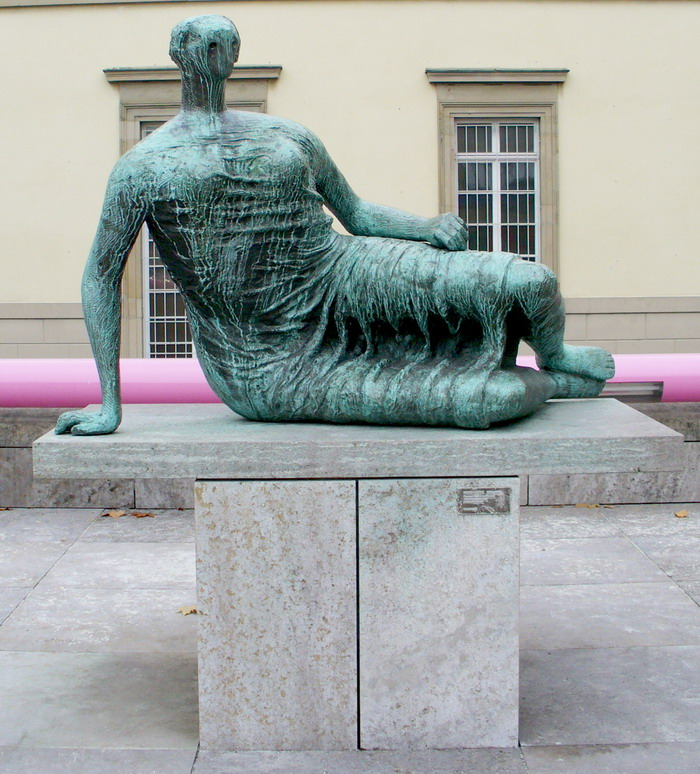
Den liggande av Henry Moor vid Neue Staatsgaleries huvudingång

Efter en idétävling 1974 utlyste delstaten Baden-Würtemberg 1977 en internationell arkitekttävling om ett utbyggt konstmuseum. Förutom de sju pristagarna från 1974 inbjöds också fyra utländska arkitekter, däribland James Stirling som vann tävlingen. Neue Staatsgalerie invigdes i mars 1984, och Henry Moores Den liggande kom på plats 1985.

### Alte Staatsgaleries tillbyggnad
Mellan 2000 och 2002 gjordes en ytterligare tillbyggnad av Alte Staatsgalerie, i vilken idag den grafiska samlingen finns. Denna ritades av det schweiziska paret Katarina och Wilfrid Steib och ligger öster om och bakom det ursprungliga Alte Staatsgalerie, med vilket den är förbunden med två glasklädda gångar.